# Angerkaserne

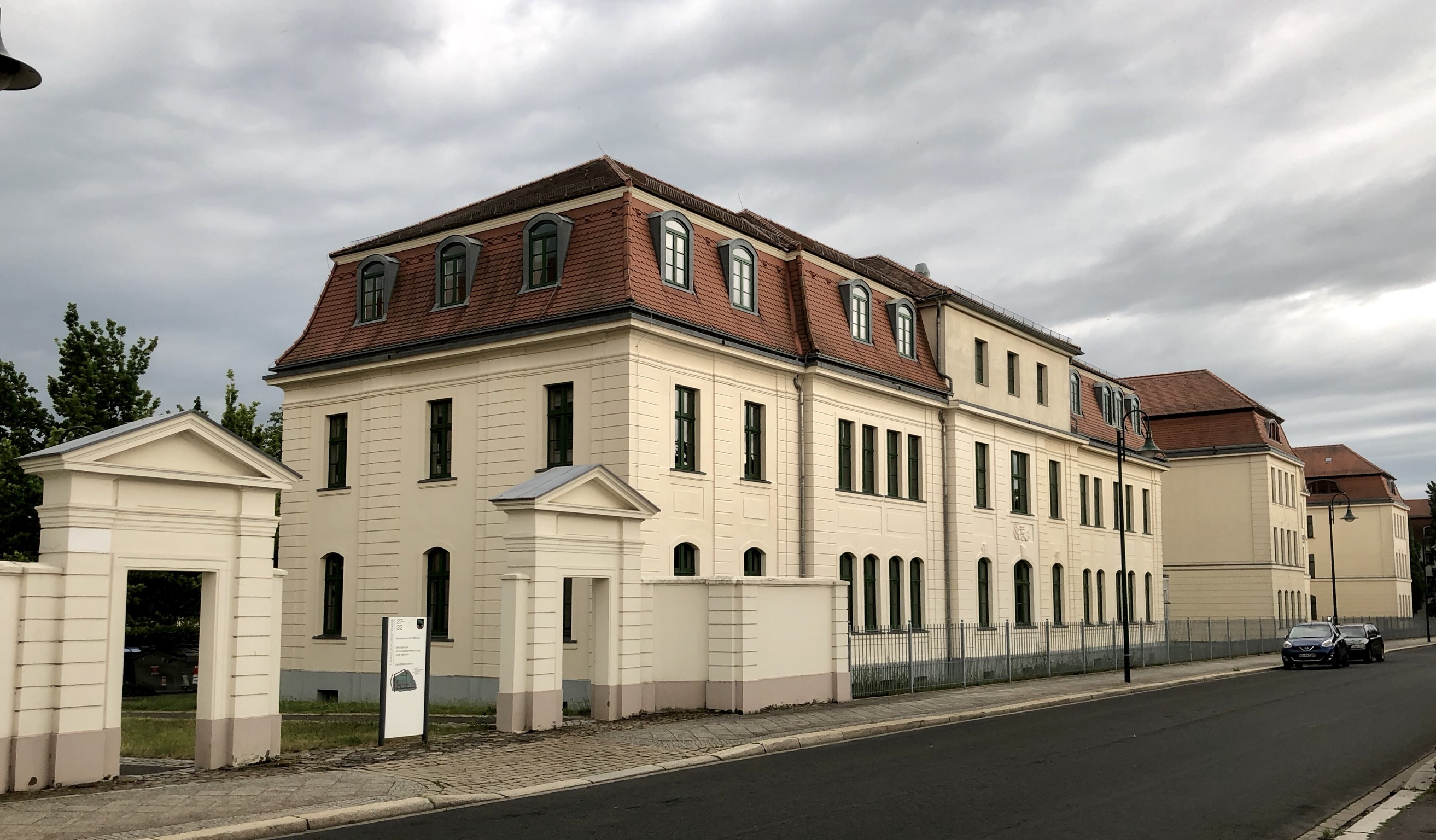
Angerkaserne, Turmschanzenstraße im Jahr 2019

Die Angerkaserne ist eine denkmalgeschützte ehemalige Kaserne in Magdeburg in Sachsen-Anhalt. Sie wird heute als Verwaltungsgebäude genutzt. Haus Turmschanzenstraße 30 ist Sitz des Ministeriums für Infrastruktur und Digitales und Haus 32 des Ministeriums für Bildung des Landes Sachsen-Anhalt.

## Lage
Sie befindet sich auf der Ostseite des nördlichen Abschnitts der Turmschanzenstraße im Magdeburger Stadtteil Brückfeld an der Adresse Turmschanzenstraße 27–32, oberhalb des rechten Ufers der Alten Elbe und nimmt ein Areal zwischen Turmschanzenstraße, Jerichower Straße, Am Unterbär und Herrenkrugstraße ein.

## Geschichte
Die Kaserne wurde 1912/13 als Standort für das Infanterie-Regiment Fürst Leopold von Anhalt-Dessau (1. Magdeburgisches) Nummer 26 am östlichen Zugang zur Stadt Magdeburg errichtet und im Jahr 1914 bezogen. Für die Kaserne ist auch die Schreibweise Anger-Kaserne gebräuchlich. Zeitweise trug sie nach Generaloberst Hans von Seeckt den Namen Von-Seeckt-Kaserne.
Das Regiment wurde 1918 aufgelöst. Es folgte im Sommer 1919 das neu gebildete Freiwilligen-Regiment Nummer 26, das sich auf den alten Offiziersstamm stützte. Innerhalb der Reichswehr gehörte es als 11. Kompanie zum III. Bataillon des Infanterie-Regiments Nummer 12, bis es 1935 zur 13. Infanterie-Division kam. Es nutzte eines der zwei Mannschaftsgebäude. Der andere Mannschaftsbau wurde vom ehemaligen 3. Magdeburgischen Infanterie-Regiment Nummer 66 genutzt, dass als 10. Kompanie des III. Bataillons weiter geführt wurde.
1939 wurden in der Kaserne auch die Nachrichten-Abteilung der 13. Infanterie-Division untergebracht, die ab 1940 Teil der 13. Panzer-Division wurde. Auch die alten Regimenter 26 und 66 wurden 1940 Teil der 13. Panzer-Division und dort als Panzergrenadier-Regiment Nummer 66 geführt.

## Architektur
Die verputzten zumeist dreigeschossigen Gebäude der Kaserne wurden im Stil eines schlicht gehaltenen Neobarock gestaltet. Die heute noch erhaltenen Bauten befinden sich im Bereich der Ecke Turmschanzenstraße/Jerichower Straße. Es entstanden zwei dreigeschossige repräsentativ gestaltete Mannschaftsgebäude. Die straßenseitigen Fassadenfronten sind durch drei sehr tief angelegte Risalite geprägt, die Gestaltung der Hofseiten erfolgte schlichter. Sowohl die Erdgeschossfassaden als auch die Kanten der Gebäude sind mit Putzbändern verziert. Bedeckt sind die Bauten mit hohen Mansarddächern, die mit Dacherkern und -gauben versehen sind. Die Eingänge befinden sich in den äußeren Achsen auf der Rückseite. Der Mannschaftsbau an der Jerichower Straße erhielt später einen sich nach Osten anschließenden modernen Anbau.
Der Hauptzugang zum Kasernenkomplex befindet sich auf der Westseite an der Turmschanzenstraße und wird von zwei kleineren Wachtoren flankiert. Sie sind jeweils von einem Dreiecksgiebel bekrönt. Südlich des Eingangs befindet sich ein heute im Erscheinungsbild deutlich veränderter zweigeschossiger Wirtschaftsbau. Die ursprüngliche Dachform ist nicht erhalten, auch ein neobarocker Risalitgiebel ist nicht mehr vorhanden. Darüber hinaus wurde ein nördlicher Anbau erhöht. Oberhalb des Erdgeschosses weist das Gebäude aber straßenseitig noch ein mit Trophäenschmuck gestaltetes Reliefbild auf. Südlich hiervon mit etwas größerem Abstand zur Straße befindet sich ein nach Südost ausgerichteter dritter Mannschaftsbau, der für eine Maschinengewehr-Kompanie errichtet worden war.
Ein weiteres zweigeschossiges Wirtschaftsgebäude befindet sich auf dem Innenhof und diente ursprünglich als Kasino und Speisesaal für Unteroffiziere. Heute (Stand 2002) ist dort eine Kantine für die umgebenden Landesministerien eingerichtet.
In der Mitte der 1930er Jahre wurde zusätzlich ein als Quartier für die Nachrichten-Abteilung 13 vorgesehener verputzter dreigeschossiger Bau an der Turmschanzenstraße errichtet. Das schlicht in für die Zeit des Nationalsozialismus typischer Formensprache gestaltete Gebäude ist ebenfalls mit einem Mansarddach bedeckt und fügt sich so mit seiner Erscheinung in die ältere Bebauung ein. Der Eingangserker dieses Hauses ist mit einem steinernen Türgewände versehen. Im Giebelfeld des Dacherkers befand sich ursprünglich die Darstellung eines Reichsadlers.
Im örtlichen Denkmalverzeichnis ist die Kaserne unter der Erfassungsnummer 094 82868 als Baudenkmal verzeichnet.
Der Komplex gilt als Zeugnis für die Garnisonsstadt Magdeburg als stadt- und militärgeschichtlich bedeutend.